# Artpop Festival Złote Przeboje Bydgoszcz
Artpop Festival Złote Przeboje Bydgoszcz, do 2010 r. Smooth Festiwal – międzynarodowy, coroczny festiwal muzyczny odbywający się w Bydgoszczy.

## Charakterystyka
Artpop Festival Złote Przeboje był międzynarodową imprezą muzyki pop w wydaniu smoothjazzowym odbywającą się w Bydgoszczy. Ostatnia edycja festiwalu z 2011 r. poszerzyła jego formułę o muzykę bardziej dynamiczną, nowoczesną i nowe indywidualności muzyczne, znane na całym świecie.

## Historia
Festiwal po raz pierwszy odbył się 9 maja 2009 roku jako 1. Smooth Festival. Koncerty takich gwiazd jak: Macy Gray, Maria Mena, Chambao, Kayah, Mika Urbaniak, Smolik, Lura, Dorota Miśkiewicz, Mikromusic odbyły się na Wyspie Młyńskiej w Bydgoszczy. Imprezę prowadził Marek Niedźwiecki, a liczba widzów przekraczała 10 tys.
2. Smooth Festival odbył się 22 maja 2010 roku ponownie na Wyspie Młyńskiej w Bydgoszczy. Występowali m.in. Vaya Con Dios, Emmanuelle Seigner, Ive Mendes, Maria Peszek, Natalia Kukulska, Natu, Maciej Maleńczuk. 
Kolejna edycja festiwalu odbyła się 30 lipca 2011 roku pod nazwą Artpop Festival Złote Przeboje Bydgoszcz na polanie Różopole w Leśnym Parku Kultury i Wypoczynku w Bydgoszczy. Wśród wykonawców znaleźli się m.in. Hooverphonic, Razorlight, I Blame Coco oraz Grace Jones zaproszona w miejsce zmarłej Amy Winehouse. Wśród polskich wykonawców znaleźli się m.in. Monika Brodka, Skinny Patrini, Ania Dąbrowska, Neo Retros i SOFA.